# Jennifer Ann Gerber

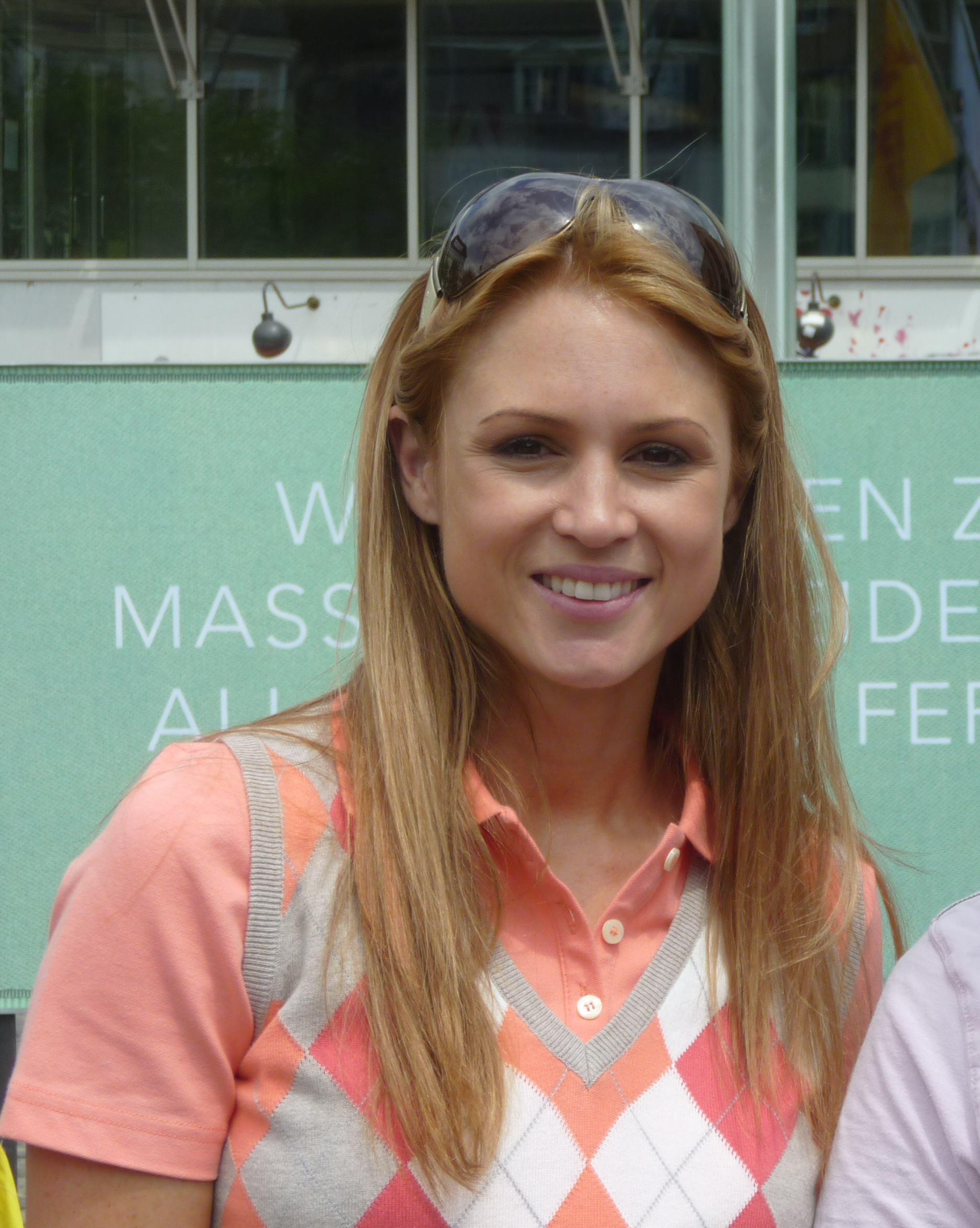
Jennifer Ann Gerber, Juni 2011 in Basel

Jennifer Ann Gerber (* 25. Oktober 1981) ist ein Schweizer Model, Moderatorin und war Miss Schweiz 2001.

## Leben
1998 wurde die aus Tägerig im Kanton Aargau stammende Gerber zum „Ford Super Model of Switzerland“ gewählt.
Nach der Diplommittelschule begann sie als Model zu arbeiten.
Im Herbst 2001 wurde sie als Nachfolgerin von Mahara McKay zur Miss Schweiz 2001 gewählt und nahm in der Folge für die Schweiz an der Wahl zur Miss Universe in Puerto Rico und der Wahl zur Miss World teil.
Nach ihrem Amtsjahr begann sie, bei Radio 32 als Moderatorin zu arbeiten und modelte weiterhin. Daneben begann sie eine Ausbildung zur eidgenössisch diplomierten PR-Fachfrau, arbeitete in diesem Bereich und war darüber hinaus zwischen 2012 und 2016 als Dozentin an der Swiss Marketing Academy tätig.
Seit August 2010 ist sie mit dem britischen Banker Charles Rees liiert und heiratete ihn im August 2015 in Bremgarten AG. Im März 2016 wurde Gerber Mutter eines Mädchens, im Dezember 2017 eines Jungen. Die Familie wohnt im Aargau an der Grenze zum Kanton Zürich.